# Cyprien Gaillard
Cyprien Gaillard (Parijs, 1980) is een Franse conceptuele kunstenaar. 

## Leven en werk
Gaillard, die in Parijs werd geboren, studeerde tot 2005 aan de École cantonale d'art de Lausanne in de Zwitserse stad Lausanne. Hij heeft zich in korte tijd ontwikkeld op vele terreinen der hedendaagse kunst. Hij participeert in groepsprojecten en wordt gevraagd voor solo-exposities, -projecten en -performances. Hij is actief als land art-, conceptueel-, installatie-, performance- en grafisch-kunstenaar, is werkzaam als nieuwe media-kunstenaar met videokunst en fotografie, schilder en beeldhouwer.  
Gaillard wordt veel gevraagd (onder andere in Europa, de Verenigde Staten en Azië) en hij heeft al een enorm oeuvre gerealiseerd. In Nederland werd in 2009 door Stroom Den Haag het project Dunepark in Scheveningen, alsmede de tentoonstelling Beton Belvedere georganiseerd
Hem is in 2010 de, naar de Franse conceptuele kunstenaar Marcel Duchamp genoemde, Prix Marcel Duchamp toegekend. De kunstenaar woont en werkt in Parijs en Berlijn.

## Werken (selectie)

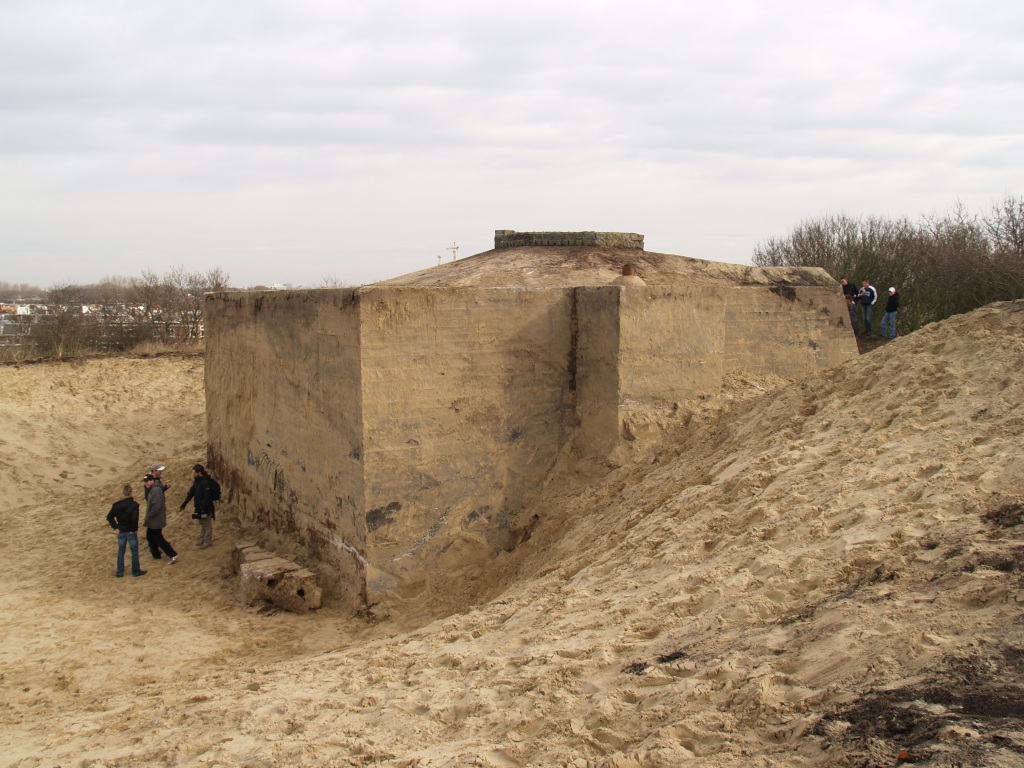
Dunepark (2009), Scheveningen

- Real remnants of Fictive Wars (2003-2008)
- Belief in the Age of Disbelief (2005), grafisch project
- Swiss Ruins (2005)
- Geographical Analogies (2006-2008)in diverse musea
- The Lake Arches (2007), video- en landart-project
- New Picturesque (2007), conceptueel project
- Homes and Graves (2007), Centre international d'art et du paysage de l'île de Vassivière, Lac de Vassivière in de regio Limousin
- Riverford Road Cenotaph (2008), Pollokshaw (Glasgow) hergebruik sloopmateriaal
- La Grande Allée de Oiron (2008) hergebruik sloopmateriaal
- Crazy Horse (2008), videoproject
- Le Canard de Beaugrenelle (2008), Fridericianum in Kassel
- Dunepark (2009) in Scheveningen
- Disquieting Landscapes (2010), foto/film/video-project